# Heinrich I. (Sponheim-Starkenburg)
Graf Heinrich I. von Sponheim (* zwischen 1235 und 1240; † 1. August 1289) entstammte dem Adelsgeschlecht der Sponheimer und regierte die Grafschaft Sponheim von 1266 bis 1289 insgesamt 23 Jahre lang.

## Leben
Heinrich I. von Sponheim heiratete 1265 Blancheflor von Jülich, Tochter des Grafen Wilhelm IV. von Jülich und der Richardis von Geldern. Sein Vater Graf Johann I., der durch Erbe die Grafschaft Sayn erhalten hatte, lebte noch, als seine Söhne eine Teilung vornahmen. Heinrich erbte den väterlichen Anteil an Sponheim zusammen mit Winningen an der Mosel aus saynischer Herkunft, in der Teilungsurkunde sind die Burgen „Spanheym Dille Starkenburg et Ellenbach“ (Sponheim, Dill, Starkenburg und Allenbach) für seinen Teil namentlich vermerkt, sowie die heutige Stadt „Mendich“, die Vogtei von „Truyze“ und nach dem Tode des Vaters eine Jahresrente von 50 kölnischen Mark.
Im Jahre 1267 hatte Heinrich I. eine erbitterte Fehde mit der Stadt Trier und nahm mehrere trierische Bürger gefangen. Die Trierer verhafteten hierauf Nikolaus Vogt von Hunolstein, welchen sie an dieser Sache beteiligt hielten. Da sich die Trierer aber von der Unschuld des Nikolaus überzeugten, so ließen sie ihn frei, jedoch mussten Nikolaus, sein Bruder Johannes und ihr Vetter Hugo, alle Ritter und Vögte von Hunolstein, eidlich geloben, die Gefangenschaft des Nikolaus nicht an Trier zu rächen. Diese Urfehde wurde am 6. April geschworen. Derselbe Nikolaus verbürgte sich am 21. August für Lösegeld in Höhe von 200 Mark für drei Gefolgsleute Graf Heinrichs I. von Sponheim, die in die Gefangenschaft des Grafen von Bar geraten waren. Man vermutet, dass Heinrich am Beginn der Regentschaft sehr streitbar gewesen ist.
Rudolf von Habsburg verpfändete am 25. Dezember 1274 das Kröver Reich an Graf Heinrich I. von Sponheim und verlieh ihm solches später als Pfandlehen. Heinrich vergrößerte seine Besitzungen, indem er 1269 die von Ritter Wilhelm von Schwarzenberg getragenen sponheimischen Lehen (Birkenfeld, Reichenbach, Ausweiler, Hammerstein, Hettenrodt, Ebbenhoge, Remigsburg, Langenau, Hannesweiler, Schieffel und Erbichof) rückkaufte. Heinrich zu Starkenburg verband sich 1278 mit seinem Vetter Johann I. von Sponheim zu Kreuznach in der Fehde gegen Erzbischof Werner von Mainz.
Zusätzlich erhielt er von König Rudolf am 20. April 1287 die Burggrafschaft Kaiserswerth am Niederrhein, ein Amt das Heinrich bzw. sein Nachfolger bis zum Juni 1291, in welchem Jahr der König seiner Nichte Katharina von Ochsenstein Kaiserswerth als Heiratsgut verpfändete, innehatten. Katharina wurde Heinrichs Schwiegertochter, und dieses Amt blieb damit mit Sponheim bis zum 30. Mai 1293, wo die Übergabebedingungen für Kaiserswerth zwischen König Adolf von Nassau, Erzbischof Siegfried von Köln und Graf Johann II. von Sponheim geregelt wurden. Den Verlust dieses rheinischen Zolls aufzuwiegen, übernahmen die Grafen von Sponheim die Summe 6.000 Mark.

## Nachkommen
Aus der Ehe mit Blancheflor von Jülich entstammen folgende Kinder:
- Johann II., Graf von Sponheim (* um zwischen 1265 und 1270; † 22. Februar oder 29. März 1324) ⚭ Juni 1291 Katharina von Ochsenstein
- Heinrich, u. a. Propst des Marienstifts zu Aachen, Utrecht, Köln (* um 1270; † 1344)
- Gottfried, Stiftsherr zu Avignon, Köln, Pfarrer zu Kirchberg (* um 1270; † 1332)

und wahrscheinlich:
- Wilhelm von Sponheim, erhielt 1283 eine Pfründe am Aachener Marienstift